# Personal Egress Air Packs

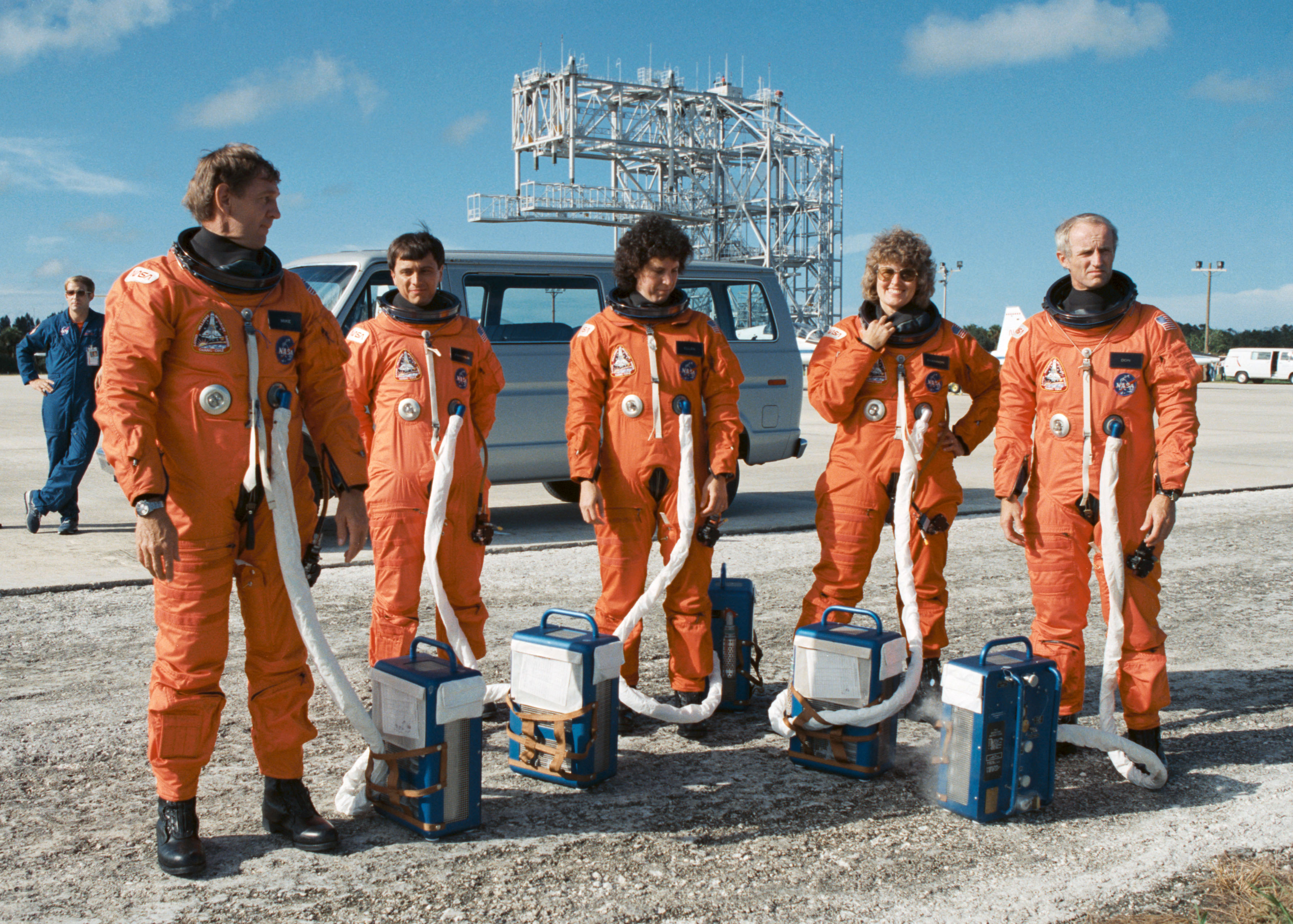
Les astronautes de la mission STS-34 à côté de leur PEAP en 1989

Personal Egress Air Packs, ou PEAPs, sont des dispositifs à bord de la navette spatiale américaine qui fournissent environ six minutes d'air pur aux membres de l'équipage en cas d'accident alors que le véhicule est toujours sur l'aire de lancement.
Les PEAPs n'envoient pas l'air sous pression. Ils sont seulement destinés à être utilisés si l'air à l'intérieur de l'habitacle de la navette devient irrespirable à cause de gaz nocifs.